# Chardonne
Chardonne es una comuna suiza del cantón de Vaud, situada en el distrito de Riviera-Pays-d'Enhaut. La comuna se encuentra situada en la ribera superior del lago Lemán. Limita al norte con las comunas de Granges (Veveyse) (FR) y Attalens (FR), al este con Jongny y Corsier-sur-Vevey, al sur con Corseaux y Saint-Gingolph (FR-74), y al oeste con Saint-Saphorin y Puidoux.
La comuna formó parte hasta el 31 de diciembre de 2007 del distrito de Vevey, círculo de Corsier.